# Duportella velutina
Duportella velutina är en svampart som beskrevs av Pat. 1915. Duportella velutina ingår i släktet Duportella och familjen Peniophoraceae.   Inga underarter finns listade i Catalogue of Life.